# محوطه دره جنی
محوطه دره جنی مربوط به دوره ساسانیان است و در شهرستان فارسان، بخش مرکزی، دهستان میزدج سفلی، ۱/۷ کیلومتری جنوب شرق روستای راستاب، ۵۰۰ متری شمال جاده جونقان به راستاب واقع شده و این اثر در تاریخ ۲۷ اسفند ۱۳۸۷ با شمارهٔ ثبت ۲۶۵۶۷ به‌عنوان یکی از آثار ملی ایران به ثبت رسیده است.